# TK TRACKS
TK TRACKSは小室哲哉の第1号個人レーベルであると同時に、そのレーベル運営会社であった会社の名称であり、現在はコーディネート及びコンサルティング、所属アーティストのプロデュース及びマネジメントと、小室哲哉関連のコーディネートを中心に行う会社である。

## 概要
コンセプトは「ダンスミュージックからポップス、アイドルまで、小室のセンスで大いに遊んでもらう」「カラオケブームで誰もがステージに立ちスターになれる時代に、埋もれている才能を見つけ開花させる」事を主軸とした。

## 歴史
小室哲哉の高校時代の同級生である喜多村豊が、小室の当時の活動に対するコーディネートをきっかけに芸能業務を手がけるようになり、その当時小室が持っていた個人レーベル設立の構想を実現に移すため、喜多村と共同で設立したのが有限会社ティーケートラックスであり、本来は同レーベルの運営及び小室のディスコイベントであるTK TRACKS NIGHTの企画・制作を行うために設立された法人である。
その後、TK TRACKS LABEL名義（レーベル本体はメルダック内に所属）でシングル、アルバムを含めた数枚のCDの発売を行い、年間6枚程のアルバムリリースが予告されるも、TM NETWORKプロジェクトの終了などもあり、小室の活動がavex traxを軸足としたものになったことにより、同レーベルは休眠状態となる。
法人としてのティーケートラックスは休眠を経て喜多村豊の事業会社となり、現在ではビジネスコーディネート及び所属アーティストである友香のプロデュース・マネジメントを中心とした業務を行っているが、小室の活動に関するコーディネート業務等も続いており、当初のレーベル・イベント運営会社という性格からは離れたものの、音楽とのつながりは続いているともいえる。

## 所属アーティスト
- 友香

## 過去に在籍していたアーティスト
- 小林勇人
- 久保こーじ
- 大谷健吾
- Cranky

## 主要取引先
- 電通
- ヤマハフットボールクラブ
- ベリテ
- パイオニア
- 内原
- 國枝商店
- 日東カストディアルサービス株式会社
- USEN
- ローソン
- セブン-イレブン
- ときめきドットコム